# Abiodun Obafemi
Abiodun Obafemi, född den 25 december 1973 i Lagos, Nigeria, är en nigeriansk fotbollsspelare. Vid fotbollsturneringen under OS 1996 i Atlanta deltog han i det nigerianska lag som tog guld. 